# NGC 6563
NGC 6563 (другие обозначения — PK 358-7.1, ESO 394-PN33) — планетарная туманность в созвездии Стрелец.
Этот объект входит в число перечисленных в оригинальной редакции «Нового общего каталога».